# Gading Kulon
Gading Kulon is een bestuurslaag in het regentschap Probolinggo van de provincie Oost-Java, Indonesië. Gading Kulon telt 3785 inwoners (volkstelling 2010).